# Piotr Hanuszkiewicz
Piotr Hanuszkiewicz (ur. 14 czerwca 1957 w Gdańsku) – polski reżyser.
Syn aktora i reżysera Adama Hanuszkiewicza oraz aktorki Zofii Rysiówny. W 1980 ukończył studia na wydziale reżyserii PWSFTviT w Łodzi.

## Filmografia
- 1976 - Przepłyniesz rzekę - współpraca reżyserska
- 1979 - Gwiazdy poranne - współpraca reżyserska
- 1982 - Bluszcz - współpraca reżyserska
- 1983 - Psychoterapia - współpraca reżyserska
- 1983 - Tajemnica starego ogrodu - II reżyser
- 1984 - Vabank II czyli riposta - współpraca reżyserska
- 1985 - Przez dotyk - II reżyser
- 1986 - Maskarada - II reżyser
- 1988 - Biesy (Les Possédés) - asystent reżysera